# CKRT-DT
CKRT-DT était une station de télévision québécoise de langue française située à Rivière-du-Loup détenue par Télé Inter-Rives et affiliée au réseau de ICI Radio-Canada Télé. Elle était la station-sœur de CIMT-DT (TVA) et CFTF-DT (Noovo). Mise en ondes en 1962, la station est fermée à compter du 31 août 2021 puisque la Société Radio-Canada a refusé de renouveler l'entente d'affiliation.
Bien que station indépendante, elle diffusait la programmation réseau de Radio-Canada toute la journée à l'exception des publicités. Elle produisait le bulletin régional L'Actualité d'ici tous les soirs de semaine avec toutes les nouvelles de Charlevoix et du KRTB. L'animation était assurée par Jean-Philippe Nadeau de 18 h à 18 h 25, suivi du Télejournal Est-du-Québec en provenance de Rimouski jusqu'à 19 h.

## Histoire
CKRT-TV Ltee. (propriété de la famille Simard) a mis en ondes CKRT-TV le 14 janvier 1962 affilié à Radio-Canada mais en tant que ré-émetteur de CFCM de Québec. Ses studios étaient prêts au mois de février, et a rejoint le réseau micro-onde de Radio-Canada en avril. Un ré-émetteur a été ajouté à Baie-Saint-Paul fin 1962.
Le 19 décembre 1963, les studios à Mont Bleu sont ravagés par un incendie. La station est relocalisée à Rivière-du-Loup.
CKRT-TV Ltee. lance CIMT affilié au réseau TVA le 17 septembre 1978. 53 % des actions de CKRT-TV Ltee sont transférés à Télé Inter-Rives en 1981. CKRT-TV Ltee lance CFTF affilié au réseau Télévision Quatre-Saisons le 28 juin 1988.
La station cessera d'émettre le 31 août 2021 à 23 h 59. La Société Radio-Canada ayant pris la décision de ne pas renouveler l'entente d'affiliation de la station. CKRT est la dernière station appartenant à une entreprise privée (donc indépendante) affiliée à Radio-Canada. Après la fermeture, les téléspectateurs de Rivière-du-Loup auront accès à la programmation de la station CJBR-DT via le câble et le satellite. Les téléspectateurs de Charlevoix auront la programmation provenant de Québec via CBVT-DT et ceux d'Edmundston, auront la programmation provenant de la station couvrant le Nouveau-Brunswick (CBAFT-DT).

## Télévision numérique terrestre et haute définition
Lors de l'arrêt de la télévision analogique et la conversion au numérique qui a eu lieu le 1er septembre 2011, CKRT a mis fin à la diffusion en mode analogique du canal 7 à minuit et a commencé à diffuser en mode numérique sur le même canal quelques minutes plus tard. Les six autres ré-émetteurs de Télé Inter-Rives sont aussi passés au numérique.
Avec la fin de l'entente d'affiliation entre la Société Radio-Canada et Télé Inter-Rives, le signal d'ICI télé sera accessible exclusivement par câble ou satellite.
Depuis la fermeture de la station, l'émetteur principal (CKRT-DT) du Mont Bleu au VHF 7 est le nouvel émetteur principal pour CFTF-DT (Noovo), alors que l'émetteur dans la ville, CKRT-DT-3, sert pour CIMT-DT (TVA). Les autres émetteurs dans cette liste ont été mis hors service.